# Lepturges tenuis
Lepturges tenuis là một loài bọ cánh cứng trong họ Cerambycidae.